# Хосп, Роберт
Ро́берт Хо́сп (нем. Robert Hosp; 13 декабря 1939, Базель — 5 октября 2021) — швейцарский футболист, игравший на позиции нападающего. Участник чемпионата мира 1966 года.

## Биография

### Клубная карьера
Хосп начинал карьеру в клубе «Конкордия», в котором он отыграл два сезона.
Затем он перешёл в «Лозанну», в составе которой играл 12 сезонов, став чемпионом Швейцарии в 1965 году, а также выиграл 2 Кубка Швейцарии в 1962 и 1964 годах. Последним клубом в карьере для него стала «Шенуа», в которой отыграв два сезона, он завершил карьеру.

### Карьера в сборной
В составе сборной Швейцарии сыграл в трёх матчах на чемпионате мира 1966 года, на котором швейцарцы не вышли из группы. Всего за сборную Швейцарии сыграл 16 матчей, в которых забил 2 гола.

### Смерть
Скончался 5 октября 2021 года в возрасте 81 года.

## Достижения
«Лозанна»
- Чемпион Швейцарии: 1964/65
- Обладатель Кубка Швейцарии (2): 1961/62, 1963/64